# Thần bài
Thần bài (chữ Hán: 賭神 - Đổ thần, tựa tiếng Anh: God of Gamblers) là một bộ phim điện ảnh hài - hành động Hồng Kông sản xuất năm 1989 của đạo diễn Vương Tinh, với diễn xuất chính của Châu Nhuận Phát và Lưu Đức Hoa. Tại Hồng Kông, phim đạt doanh thu 37 triệu HKD, mở đầu cho loạt sản phẩm điện ảnh ăn khách nói về các tay cờ gian bạc lận.

## Nội dung
Cao Tiến (Châu Nhuận Phát) là một tay cờ bạc nổi tiếng ở Hồng Kông, được mệnh danh là "Thần bài". Tiến kết bạn với một người Việt gốc Hoa vượt biên tên Long Ngũ (Hướng Hoa Cường), cựu lính đặc nhiệm thời chiến tranh, hai người trở thành cặp song sát có tay nghề trong giới giang hồ. Tiến đấu bộ môn thuần Nhật Bản, thắng một cao thủ người Nhật là Tanaka, và đồng thời nhận lời đấu bài với trùm cờ bạc người Singapore, Trần Kim Thành.
Một hôm, trước ngày thi đấu với trùm cờ bạc Singapore, Tiến đi dạo thư giãn và bị ngã do vướng bẫy của Trần Đao Tử (Dao) do Lưu Đức Hoa thủ vai - một tay vô công rỗi nghề mê cờ bạc. Tiến bị ngã nặng ngất đi, Dao sợ quá mang anh về nhà cứu chữa. Được sự săn sóc tận tình của Trân (Vương Tổ Hiền) bạn gái Dao, dần dần Tiến cũng khỏe lại nhưng chấn thương vùng đầu khiến trí não của anh trở nên giống như một đứa trẻ.
Tiến không còn nhớ tên tuổi của mình, Dao đặt cho anh tên Sôcôla vì thấy Tiến thích ăn món kẹo đó. Dao phát hiện Tiến có một năng lực đặc biệt trong việc chơi cờ bạc, từ đua ngựa đến đánh các loại bài. Dao và bạn gái dẫn Tiến đi khắp các sòng bài từ nhỏ đến lớn, bắt đầu dùng sôcôla dụ Tiến đánh bạc kiếm tiền. Và dần dần một số kẻ thù, và cả người bạn Long Ngũ cũng phát hiện ra tung tích của Tiến.
Ở căn biệt thự của Tiến, Janet (Trương Mẫn) đã tìm kiếm Tiến trong mười ngày mà không có kết quả. Cao Nghĩa (Long Phương), người em họ kiêm trợ lý ghen tị với thành công và sự giàu có của Tiến, có ý định chiếm đoạt Janet, cô kịch liệt từ chối. Trong khi cố gắng hãm hiếp cô, Nghĩa vô tình đánh ngã Janet ra khỏi ban công, Janet bỏ mạng. Hắn phát hiện ra rằng cô đã ghi âm lại những gì đang diễn ra và cố đốt cuộn băng. Sau đó, Nghĩa cấu kết với ông trùm cờ bạc Trần Kim Thành (Bào Hán Lâm), một đối thủ khác của Tiến. Đàn em của Kim Thành cử sát thủ đi truy sát Tiến.
Bọn sát thủ tìm thấy Tiến, và gia đình Dao, nhưng Long Ngũ kịp thời đến bảo vệ họ sau khi lần ra Tiến. Một trận đấu súng dữ dội diễn ra tại khu trung tâm mua sắm, Dao cứu Tiến kịp thời khi anh ta sắp bị Cao Nghĩa bắn. Trong cuộc giao chiến, Long Ngũ bị thương khiến Tiến nhanh chóng thoát khỏi nhân cách trẻ con của mình và hạ những tên sát thủ còn lại. Tuy nhiên, sau khi trở về trạng thái trẻ con, Tiến trở nên hoảng loạn trước cuộc bắn giết và chạy ra ngoài đường rồi xe tông.
Tiến tỉnh lại trong bệnh viện, phục hồi ký ức của mình, nhưng không nhớ về các sự kiện hoặc những người anh gặp. Cao Nghĩa đang đóng kịch trung thành, thông báo rằng Janet đã mất tích. Dao đến và cố gắng cảnh báo Tiến về sự phản bội của Nghĩa nhưng Nghĩa đã cho người đuổi Dao ra ngoài.
Gần đến ngày đấu bài, Tiến vẫn chưa hết đau lòng vì mất Janet. Sau đó, Nghĩa tặng cặp mắt kính đặc biệt cho Trần Kim Thành, cho phép ông ta gian lận trong cuộc chơi bài sắp tới với Tiến bằng cách đọc các dấu hiệu trên lá bài.
Tiến, Nghĩa, Tanaka và Long Ngũ đến du thuyền của ông Trần để tham gia cuộc chơi bài gây cấn. Dao lẻn lên thuyền, một lần nữa cố gắng cảnh báo Tiến về sự nguy hiểm mà anh ta đang gặp phải. Tiến đồng ý nói chuyện sau với Dao nhưng khuyên anh đừng can thiệp vào cuộc chơi bài.
Với khả năng nhìn thấy các dấu hiệu trên lá bài, ông Trần thống trị hai vòng đầu tiên. Sau khi thua tất cả số tiền của Tanaka, Cao Tiến lấy toàn bộ tài sản cá nhân của mình để chống lại ông Trần. Ông Trần sử dụng cặp mắt kính đặc biệt thấy rằng Tiến có con bài kém hơn, ông liền đưa con bài của mình ra và hả hê về chiến thắng của mình. Nhưng thật bất ngờ khi Tiến tiết lộ rằng anh ta thực sự có con bài vượt trội hơn và đã giành chiến thắng trong cuộc chơi. Anh đã bí mật thay đổi các dấu hiệu của bộ bài và sử dụng kính áp tròng đặc biệt để đọc chúng.
Sau đó, Cao Tiến lừa ông Trần bắn chết Cao Nghĩa. Cảnh sát ập đến bắt ông Trần khi Nghĩa chết, Tiến thả cuộn băng của Janet (chưa kịp cháy) lên người hắn. Tiến sau đó bỏ đi mà không nói chuyện với Dao, khiến anh buồn bã.
Cao Tiến bất ngờ xuất hiện ở nhà Dao và tiết lộ rằng anh ta đã nhớ ra Dao từ lúc trong bệnh viện và biết về sự phản bội của Cao Nghĩa, nhưng phải giả vờ không nhớ gì để thực hiện kế hoạch của mình. Anh hứa sẽ đưa Dao đến Las Vegas để huấn luyện kỹ năng đánh bạc.

## Diễn viên
- Châu Nhuận Phát vai Cao Tiến
- Lưu Đức Hoa vai Trần Đao Tử
- Hướng Hoa Cường vai Long Ngũ
- Vương Tổ Hiền vai Trân
- Trương Mẫn vai Janet
- Ngô Mạnh Đạt vai anh Thành
- Long Phương vai Cao Nghĩa
- Bào Hán Lâm vai Trần Kim Thành
- Thành Khuê An vai Giang hồ
- Vương Tinh vai Người đàn ông trong khách sạn

## Các phim liên quan
Thành công vang dội của phim này đã mở đường cho nhiều phim ăn theo, đầu tiên là Thánh bài (賭聖) của Châu Tinh Trì, đây cũng là một bộ phim thành công.
Loạt phim Thần bài:
- Thần bài (1989) - Bộ phim đầu tiên với sự diễn xuất của Châu Nhuận Phát vai Thần bài Cao Tiến và Lưu Đức Hoa vai Trần Đao Tử.
- Thánh bài (1990) - Châu Tinh Trì vai Thánh bài Tả Tụng Tinh.
- Thánh bài II - Đổ Hiệp (1991) - Đây là phim nối tiếp với Thần bài và Thánh bài, sau khi Cao Tiến đã quy ẩn. Ở phần này, hai nhân vật chính là Đổ Hiệp (Dao) và Đổ Thánh (Tinh) . Đổ Thần Cao Tiến chỉ xuất hiện ở cuối phim với vai trò trở về gặp lại Đổ Hiệp và Đổ Thánh.
- Thánh bài III - Trở lại Thượng Hải (1991) - Nối tiếp với Thần Bài II, một phim có đề tài tình yêu khá cảm động do Châu Tinh Trì và Củng Lợi diễn vai chính.
- Thần bài 2 - Thần bài trở lại (1994) - Cao Tiến sau một thời gian quy ẩn giang hồ đã trở lại sòng bài để trả mối thù giết vợ con.
- Thần bài 3 - Thiếu niên Thần bài (1996), phim kể về thời niên thiếu của thần bài Cao Tiến với Lê Minh diễn vai Cao Tiến.

Phim liên quan
- Tinh Võ Môn 1991 (1991) - "Thánh bài" do Châu Tinh Trì đóng cũng xuất hiện trong đoạn mở đầu phim này, dù phim không nói chuyện đánh bài.
- Nữ hoàng cờ bạc (1991) - Là phần phim ăn theo bộ phim Thánh bài của Châu Tinh Trì.
- Trường học Uy Long 3 (1993) - Nhân vật của Châu Tinh Trì gặp lại Hồng Quang, vua bài trong phim Thánh bài.
- Thánh bài 2 (1996) - Là phần ăn theo của bộ phim Thánh bài, có sự xuất hiện của Ngô Mạnh Đạt.
- Vợ tôi là gangster 4 (2008) - Sản xuất dựa trên phim Thần bài nhưng không có liên quan gì đến câu chuyện.

## Loạt phim
1. Thần bài 3 (1996) - Thiếu niên Thần bài.
2. Thần bài 1 (1989) - Thần bài xuất hiện.
3. Thánh bài (1990) - Thánh bài xuất hiện.
4. Nữ hoàng cờ bạc (1991) - Nữ Thần bài.
5. Thánh bài 2 - Đổ hiệp (1991) - Đệ tử Thần bài.
6. Thánh bài 3 (1991) - Trở về Thượng Hải.
7. Thần bài 2 (1994) - Thần bài trở lại.
8. Đổ thành phong vân (2014) - Thần bài Macau.
9. Đổ thành phong vân 2 (2015) - Thần bài Macau 2.
10. Đổ thành phong vân 3 (2016) - Thần bài Macau 3.